# Nothoporinia mediolineata
Nothoporinia mediolineata är en fjärilsart som beskrevs av Louis Beethoven Prout 1914. Nothoporinia mediolineata ingår i släktet Nothoporinia och familjen mätare. Inga underarter finns listade i Catalogue of Life.